# Rhamphidium veitchii
Rhamphidium veitchii là một loài rêu trong họ Ditrichaceae. Loài này được Dixon mô tả khoa học đầu tiên năm 1930.